# Japan Hot 100
Le Japan Hot 100 est un classement des singles musicaux au Japon. Il est établi par Billboard Japan et Hanshin Contents Link depuis février 2008. Le tableau est mis à jour tous les mercredis sur billboard-japan.com et tous les jeudis sur billboard.com (UTC).
Le Japan Hot 100 est similaire au Billboard Hot 100 aux États-Unis. Il établit les données des ventes de CD à partir de Soundscan Japan et des niveaux d'audience à la radio. Bien que le Japon ait le plus grand nombre de téléchargements numériques vendus dans le monde, ces données ne sont pas ajoutées à la formule pour le calcul des positions du classement.
La première chanson numéro un dans ce classement a été Step and Go de Arashi dans le numéro daté du 3 mars 2008. Bien que la plupart des chansons qui ont atteint le numéro un fussent en Japonais, trois chansons non-japonaises ont atteint la première position. La première était Bleeding Love de Leona Lewis, le 8 mai 2008, la seconde était Blame It on the Girls de Mika dans le classement du 28 septembre 2009, et la troisième a été Born This Way de Lady Gaga le 11 avril 2011.
Dans le classement du 8 mars 2010, Hitomi no Screen par Hey! Say! JUMP est devenu le 100e numéro un.

## Albums
Billboard Japan, organisation sœur du magazine musical américain Billboard, possède également un classement pour les albums, le Hot Albums. Celui-ci est établi en utilisant une méthode similaire au Billboard 200 qui combine à la fois les ventes physiques et les ventes numériques.